# José Manuel Balmaceda

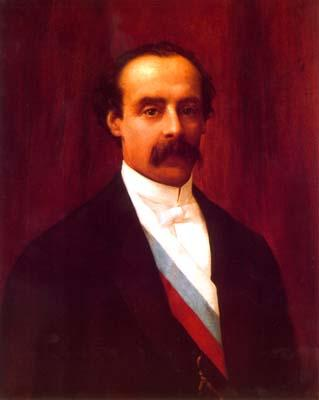
José Manuel Balmaceda

José Manuel Balmaceda Fernández (* 19. Juli 1840 auf der Hacienda Bucalemu, Santo Domingo, Chile; † 18. September 1891 in Santiago de Chile) war von 1886 bis 1891 Präsident von Chile.

## Leben
José Manuel Balmaceda wurde als ältestes von zwölf Kindern in eine wohlhabende Familie geboren. Mit neun Jahren sandten ihn seine Eltern ins Internat der Arnsteiner Patres nach Santiago de Chile.
Ursprünglich wollte Balmaceda Theologie studieren und Priester werden. Doch dann heiratete er Emilia de Toro Herrera, mit der er sechs Kinder hatte. 1864 trat José Manuel Balmaceda als Sekretär in den Dienst des vormaligen Präsidenten Manuel Montt Torres. Er wandelte sich zu einem entschiedenen Befürworter liberaler politischer Reformen.
Beim Wettstreit um die Kandidatur für die Nachfolge von Präsident José Joaquín Pérez Mascayano im Jahre 1871 wurde Balmaceda, der sich als glänzender Redner einen Ruf gemacht hatte und seine politischen Positionen auch als Journalist in der Revista de Santiago veröffentlichte, zum Vertreter der Nationalen Partei bestimmt, die sich für Religionsfreiheit und Bürgerrechte, für eine Verfassungsreform und die Begrenzung der Rechte des Präsidenten einsetzte. Schon seit den Parlamentswahlen von 1870 vertrat Balmaceda die Nationalen im Abgeordnetenhaus. Die Präsidentenwahlen von 1871 allerdings gewann Federico Errázuriz Zañartu.
1879 entsandte Präsident Aníbal Pinto Garmendia den Abgeordneten Balmaceda auf eine delikate diplomatische Reise: José Manuel Balmaceda sollte in Argentinien die Neutralität des großen Nachbarn im Krieg Chiles gegen Bolivien und Peru – dem Salpeterkrieg – sichern. Balmaceda hatte Erfolg, Argentinien blieb neutral, und Chile besiegte seine Gegner und annektierte beträchtliche Landflächen im Norden, die zudem reich an Bodenschätzen sind.
Als Domingo Santa María González im Jahr 1881 die Präsidentschaft übernahm, machte er José Manuel Balmaceda zum Außenminister und übertrug ihm zudem das Amt des Ministers für Justiz, Kultur und öffentliche Bildung. Später wechselte Balmaceda das Ressort und diente Santa María als Kriegs- und Marineminister.
Die nächsten Präsidentschaftswahlen standen 1886 an: Die Nationale Partei, die Liberalen und ein Teil der Radikalen riefen Balmaceda zum Kandidaten aus, bei den Wahlen vom 15. Juni 1886 erreichte José Manuel Balmaceda eine klare Mehrheit.
Der Beginn von Balmacedas Amtszeit stand wirtschaftlich unter einem guten Stern; das Sozialprodukt wuchs, die Staatseinnahmen flossen dank der Erträge aus dem Salpeter-Export üppig. Chile erwarb sich in Europa zu dieser Zeit einen glänzenden Ruf als zuverlässiger Gläubiger und vertrauenswürdiger Investitionsstandort.
Die Regierung nutzte die Einnahmen, um die Infrastruktur zu verbessern, etwa durch Straßen- und Brückenbau und die Verbesserung der Trinkwasserversorgung in den Großstädten. Die zahlreichen staatlichen Investitions- und Bauvorhaben machten es 1887 nötig, ein eigenes Infrastrukturministerium (Ministerio de Obras Públicas) einzurichten. Auch das Finanzwesen wurde modernisiert und eine moderne Steuer- und Finanzverwaltung eingeführt.
Gemäß seiner Überzeugung, dass der Präsident gegenüber dem Parlament Zurückhaltung üben sollte, bemühte sich Balmaceda um eine Koalition der nationalen Einheit für seine Politik, die alle liberalen Fraktionen einen sollte. Dieses gutgemeinte Ansinnen erwies sich in einer Reihe parlamentarischer Rückschläge als unrealistisch und kontraproduktiv. Praktisch von Beginn an sah sich Balmacedas Regierung inner- und außerparlamentarischen Widerständen und Anfeindungen ausgesetzt, er musste sie mehrfach austauschen und die parlamentarische Basis seiner Präsidentschaft schmolz infolge seiner Politik- und Bündniswechsel nach und nach dahin.
Ob es die Erfahrung einer durchaus erfolgreichen staatlichen Infrastrukturpolitik war oder die parlamentarischen Misserfolge: Die politische Grundrichtung Balmacedas wandelte sich während seiner Amtszeit radikal vom Liberalen zum Etatisten. Die Politik des massiven staatlichen Einflusses stand bald im krassen Gegensatz zu den marktliberalen Vorstellungen seiner politischen Gegner und Freunde. Der Präsident wollte den staatlichen Einfluss weiter ausbauen: So erwog er, die Salpeterminen und die mit ihr verbundenen Dienstleistungsunternehmen (etwa im Transport) zu verstaatlichen, die zusammen den wesentlichen Wirtschaftsfaktor und die bedeutendste Einnahmequelle der öffentlichen Haushalte bildeten.
Die Schwankungen auf den chilenischen Finanzmärkten veranlassten ihn, eine Staatsbank vorzuschlagen, die alleine über Guthaben und Kredite sowie deren Konditionen und Verwendung verfügen würde um zu verhindern, dass ausländisches Kapital die Industrialisierung Chiles abwürgen konnte. Die oligarchischen Kreise heizten die innerstaatlichen Debatten an und riefen Vertreter britischer und nordamerikanischer Interessen auf den Plan, dies gipfelte im chilenischen Bürgerkrieg von 1891.
Im Laufe von Balmacedas Amtszeit war der politische Entscheidungsprozess zunehmend schwierig und komplex geworden. Die Liberalen verteilten sich in zahlreiche Strömungen von Regierungstreuen und Gegnern unterschiedlichster Couleur. Die Liberalen Abweichler (Liberales Disidentes) brachten gemeinsam mit den Konservativen praktisch jedes politische Vorhaben von Präsident Balmaceda zu Fall, das Regieren in Chile war zuletzt unmöglich geworden, so dass auch keine von Balmacedas staats- und planwirtschaftlichen Ideen in die Praxis umgesetzt werden konnte. Balmaceda musste zudem sein Kabinett laufend umstellen, die Wähler misstrauten zusehends der Regierung.
Im Januar 1889 ernannte Balmaceda Enrique Salvador Sanfuentes zum Minister für Industrie und Infrastruktur, den er auch als Kandidaten für die nächste Präsidentschaft ausrief. Da dieses Vorgehen weder in der Verfassung vorgesehen, noch mit den Führern der Liberalen abgesprochen war, kam es zum Eklat. Die Nationalen, die Radikalen und zwei Fraktionen der Liberalen bildeten den Cuadrilátero, die Vierergruppe der Gegner Balmacedas, die vom Präsidenten freie Wahlen, die Unabhängigkeit der Parteien sowie die Übergabe der Exekutivmacht an das Parlament, den chilenischen Kongress, forderte.
Balmaceda gab nach und verlor damit faktisch die Regierungsmacht an das Abgeordnetenhaus. Chile hatte im Handstreich sein politisches System gewechselt und war fortan keine präsidiale, sondern eine parlamentarische Demokratie.
Die Interessenkonflikte zwischen dem Präsidenten und seinen Gegnern kamen dadurch nicht zur Ruhe. Balmaceda reagierte auf seinen Machtverlust mit diktatorischen Mitteln: Im Oktober 1890 beendete er eigenmächtig die Sitzungsperiode des Parlaments, und zwar noch bevor einige wesentliche Gesetze beschlossen waren, darunter auch der Haushaltsplan, der unter anderem die Mittel zur Versorgung der Streitkräfte bestimmen sollte. Balmaceda berief – ohne die Zustimmung des aufgelösten Parlaments – ein Kabinett aus persönlichen Vertrauten. Am Neujahrstag 1891 erklärte er öffentlich, dass er dieses Jahr der Armee dasselbe Budget wie im Vorjahr zugestehe; vier Tage später hatten seine Minister die entsprechende Verordnung unterzeichnet, ohne dass das Parlament zugestimmt hätte – ein klarer Verstoß gegen den verfassungsmäßigen Prozess der Gesetzgebung. Die parlamentarische Mehrheit forderte umgehend Balmacedas Rücktritt.
Am 7. Januar 1891 erhob sich die chilenische Flotte unter dem Marinekapitän Jorge Montt Álvarez, einem hochdekorierten Kriegshelden aus dem Salpeterkrieg, gegen die Präsidialdiktatur Balmacedas, und es kam zum Bürgerkrieg der Parlamentsanhänger gegen die Präsidialen, der ein Dreiviertaljahr dauern sollte. Die Balmaceda-treuen Truppen wurden erst in den Schlachten von Concón und Placilla im August 1891 endgültig geschlagen. José Manuel Balmaceda erkannte seine Niederlage, legte die Amtsgeschäfte in die Hände von Manuel Baquedano, einem General, der in diesem Krieg Neutralität gewahrt hatte, und floh am 24. August 1891 in die argentinische Gesandtschaft in Santiago.
Baquedano aber hatte keine Gelegenheit mehr, das ihm übertragene Amt auch auszuüben. Die Regierungsgeschäfte übernahm stattdessen eine Junta unter Jorge Montt Álvarez, der an der Spitze der siegreichen Aufständischen in Santiago einmarschierte. Balmaceda regelte in Santiago auf exterritorialem Grund einige familiäre Angelegenheiten und schrieb ein politisches Testament, in dem er seine Handlungen rechtfertigte. Am 18. September 1891, dem Unabhängigkeitstag Chiles, nahm er sich, gerade 51 Jahre alt, das Leben.
Siehe auch: Geschichte Chiles.